# Ingeniero Jacobacci
Ingeniero Jacobacci je město v Argentině v departementu Veinticinco de Mayo v provincii Río Negro. Leží v Patagonii, v podhůří And v nadmořské výšce 894 m n. m.. Ve městě v roce 2010 žilo 6261 obyvatel.

## Historie
Osada v odlehlé a málo osídlené krajině se v roce 1916 stala konečnou stanicí úzkokolejné železniční trati La Trochita, která je spojovala s městy El Matén a Esquel. Při té příležitosti dostalo město nové jméno na počest italského inženýra Jacobacciho, který byl ředitelem této trati. Trať o rozchodu 750 mm, dlouhá 402 km, byla součástí rozsáhlé železniční sítě, která ovšem v polovině 20. století ztratila na významu. Postupem času byly ostatní úseky tratí zrušeny a roku 1992 měl být zrušen i tento poslední úsek. Proti tomu se ale zvedla vlna protestů, takže trať s parním provozem a historickými vagony byla obnovena jako turistická atrakce. Přesto se sousední provincie nakonec nedohodly, takže vlak jezdí z Ingeniero Jacobacchi jen do města El Matén. Pro turisty bylo roku 1999 otevřeno civilní letiště Ingeniero Jacobacchi.